# Кинаэд мак Иргалайг

Ирландия в VIII — первой трети IX века

Кинаэд мак Иргалайг (Кинаэд Одноглазый; др.‑ирл. Cináed mac Írgalaig, Cináed Cáech; погиб в 728) — король Наута (Северной Бреги; 718—728), король всей Бреги и верховный король Ирландии (724—728) из рода Уи Конайнг, ветви Сил Аэдо Слане.

## Биография

### Король Бреги
Кинаэд был сыном короля Бреги Иргалаха мак Конайнга Куйрре и Муйренн (умерла в 748 году), дочери короля Лейнстера Келлаха Куаланна. Его семейным владением было королевство Наут, располагавшееся на северном берегу реки Лиффи. Резиденция правителей Наута находилось на территории одноимённого древне-ирландского кургана.
Согласно преданиям, Кинаэд мак Иргалайг родился слепым на один глаз. Это стало следствием проклятия, наложенного на его отца святым Адамнаном за убийство тем в 701 году своего троюродного брата, короля Лагора (Южной Бреги) Ниалла мак Кернайга Сотала из рода Уи Хернайг. После смерти короля Иргалаха, скончавшегося в 702 году, Кинаэд не смог унаследовать престол Наута и титул короля всей Бреги, которые перешли к его двоюродному брату Амалгайду мак Конгалайгу. Только после смерти короля Амалгайда, в 718 году Кинаэд получил власть над Наутом. Возможно, Кинаэд был вынужден вести борьбу за власть со своим другим двоюродным братом, Суибне мак Конгалайгом, погибшим вместе с верховным королём Ирландии Фергалом мак Маэл Дуйном 11 декабря 722 года в сражении с лейнстерцами при Алмайне (современном Аллене) и упоминавшимся в ирландских анналах с титулом «король Уи Конайнг».
В 724 году Кинаэд мак Иргалайг начал войну со своим четвероюродным братом, правителем Лагора и верховным королём Ирландии Фогартахом мак Нейллом. Вероятно, причиной этого была старая семейная вражда между правителями Наута и Лагора. В сражении при Кенн Деилгден (возможно, Килдалки), состоявшемся 7 или 30 октября, войско Фогартаха было разбито, а сам он пал на поле боя. После его смерти Кинаэд не только смог соединить в своих руках власть над всей Брегой, но и получить титул верховного короля Ирландии.

### Верховный король Ирландии
По свидетельству «Анналов Тигернаха», Кинаэд мак Иргалайг предпринимал активные действия, чтобы утвердить свою власть над другими областями Ирландии. Сообщается, что в 725 году он совершил успешный поход в Ульстер, а в 726 году разбил лейнстерцев в сражении при Мане и взял с них дань и заложников. Возможно, ко времени правления Кинаэда относится расширение территории Бреги за счёт завоевания родом Уи Конайнг земель между Бойном и Делвином и подчинения родом Уи Кернайг областей между Делвином и Лиффи. В 727 году мощи Адамнана были перевезены в Ирландию, а созданный этим святым свод правил был объявлен обязательным к исполнению на всей территории острова.
В 728 году Кинаэд мак Иргалайг вступил в конфликт с королём Кенел Конайлл Флатбертахом мак Лоингсигом из Северных Уи Нейллов. В состоявшемся при Друим Коркайн сражении войско верховного короля потерпело поражение. Кинаэд пал на поле боя, после чего титул верховного короля перешёл к Флатбертаху, наиболее влиятельному на тот момент правителю из числа Уи Нейллов. Престол Наута и титул короля всей Бреги унаследовал сын Амалгайда мак Конгалайга, Конайнг.
Известно, что у Кинаэда мак Иргалайга был, по крайней мере, один сын, Домналл мак Кинаэда, возможно, также владевший титулом короля Бреги и погибший в 749 году.
Гибель Кинаэда мак Иргалайга и вызванное этим продолжение междоусобной борьбы за власть в Бреге между правителями Наута и Лагора привели к значительному падению влияния рода Сил Аэдо Слане. Вследствие этого, вплоть до жившего в первой половине X века Конгалаха Кногбы, ни один из правителей Бреги не смог овладеть титулом верховного короля Ирландии. Наиболее значительной силой среди Южных Уи Нейллов в это время был род Кланн Холмайн, представители которого правили королевством Миде.